# Macroditassa laxa
Macroditassa laxa är en oleanderväxtart som först beskrevs av Gustaf Oskar Andersson Malme, och fick sitt nu gällande namn av J. Fontella Pereira och E.H. de Lamare. Macroditassa laxa ingår i släktet Macroditassa och familjen oleanderväxter. Inga underarter finns listade i Catalogue of Life.